# Berta Bonastre

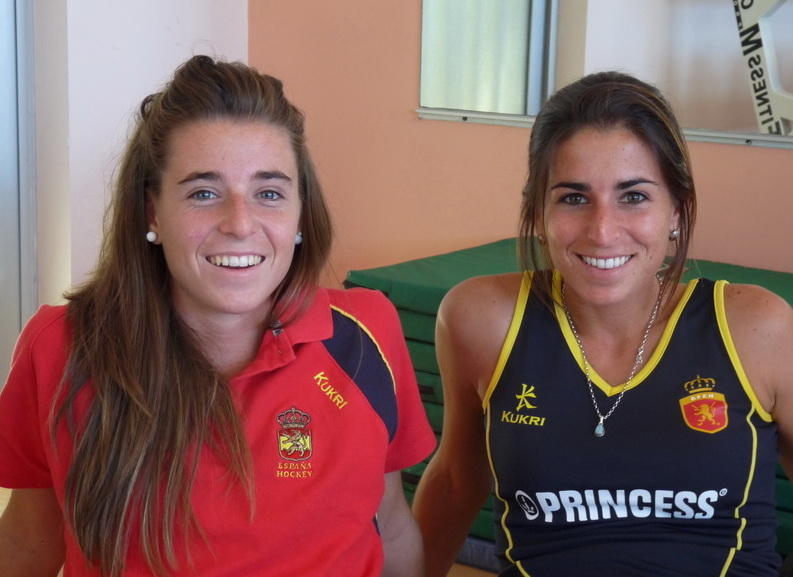
Berta (links) und Silvia Bonastre (2011)

Berta Bonastre Peremateu (* 3. Juni 1992 in Matadepera) ist eine spanische Hockeyspielerin, die 2018 Weltmeisterschaftsdritte war.

## Karriere
Berta Bonastre begann bei Atlètic Terrassa mit dem Hockeysport. Von 2012 bis 2019 spielte sie in Belgien. 2019 kehrte sie nach Terrassa zurück zum Club Egara.
Berta Bonastre debütierte 2010 in der spanischen Nationalmannschaft. Bei der Weltmeisterschaft in Rosario belegte sie mit der spanischen Mannschaft den zwölften und letzten Platz. Ihr nächstes großes Turnier bestritt sie erst 2013 bei der Europameisterschaft in Boom. Die Spanierinnen belegten den fünften Platz und Berta Bonastre erzielte im Turnierverlauf zwei Treffer. Zwei Jahre später bei der Europameisterschaft in London unterlagen die Spanierinnen im Halbfinale der englischen Mannschaft mit 1:2. Das Spiel um Bronze verloren sie gegen die deutsche Auswahl mit 1:5. Bei den Olympischen Spielen 2016 in Rio de Janeiro belegten die Spanierinnen in der Vorrunde den vierten Platz in ihrer Gruppe und schieden im Viertelfinale gegen die britische Mannschaft aus.
2017 belegten die Spanierinnen den fünften Platz bei der Europameisterschaft in Amstelveen. 2018 nahmen an der Weltmeisterschaft in London sechzehn Mannschaften teil. Die Spanierinnen belegten in ihrer Vorrundengruppe den dritten Platz hinter den Argentinierinnen und den Deutschen. Mit einem Sieg im Shootout über die belgische Mannschaft erreichten die Spanierinnen das Viertelfinale, dort bezwangen sie die Deutschen mit 1:0. Nach einer Halbfinalniederlage im Shootout gegen die irische Auswahl gewannen die Spanierinnen das Spiel um Bronze mit 3:1 gegen die Australierinnen. Berta Bonastre erzielte im Turnierverlauf drei Treffer, einen davon im Spiel um Bronze. Im Jahr darauf bei der Europameisterschaft in Antwerpen gewannen die Spanierinnen ihre Vorrundengruppe vor den Niederländerinnen. Nach einer 2:3-Halbfinalniederlage gegen die deutsche Mannschaft gewannen die Spanierinnen das Spiel um Bronze gegen die Engländerinnen. Beim olympischen Hockeyturnier in Tokio schieden die Spanierinnen im Viertelfinale gegen die Britinnen aus.
Berta Bonastre trat in mehr als 190 Länderspielen für Spanien an. Sie ist die jüngere Schwester von Silvia Bonastre, die an den Olympischen Spielen 2004 und 2008 teilnahm.